# Lerista planiventralis
Lerista planiventralis là một loài thằn lằn trong họ Scincidae. Loài này được Lucas & Frost mô tả khoa học đầu tiên năm 1902.